# Худжанд (футбольный клуб)
«Худжанд» (тадж. Клуби футболи «Хуҷанд») — таджикистанский футбольный клуб из одноимённого города на севере страны. Единственный футбольный клуб в Таджикистане, принимавший участие во всех чемпионатах страны.

## История клуба

#### Предшественники «Худжанда»
До 1976 года в первенстве СССР играли: команда г. Ленинабада (1953, 1954), «Памир» Ленинабад (1958—1969) — в Классе «Б» / второй группе Класса «А».
В 1959 году «Памир» Ленинабад выиграл зональный турнир в классе «Б», но приглашения в увеличенный в 1960 году с 12 до 22 команд класс «А» не получил. Лучшими бомбардирами команды в Чемпионате СССР 1959 года стали Станислав Стадник - 11 голов в 22 матчах, Филипп Михайлов - 9 в 24 матчах и Эдуард Аствацатуров - 9 в 24 матчах. Тренировал команду Михаил Коробко.
В 1966 году «Памир» Ленинабад выиграл зональный турнир Средней Азии и Казахстана в  классе «Б». Возглавлял команду Геннадий Неделькин.
В 1967-1969 годах «Памир»  выступал во второй группе Класса «А». В 1969 году он занял последнее 21 место в 4 подгруппе, после чего выбыл из состязаний команд мастеров.

#### «Худжанд» в чемпионатах СССР и Таджикистана
В 1976 году на базе игравшего в чемпионате Таджикской ССР «Памира» был создан ФК «Худжанд». С 1976 года клуб играл во Второй лиге первенства СССР, но больших успехов не достигал. Основной задачей клуба было готовить футболистов для главной команды республики — душанбинского «Памира».
Лучшие результаты «Худжанда» последних советских лет:
1983 и 1986 годы — 8-е место;
1990 год — 6-е место (среди 20 клубов);
1991 год — 3-е место (среди 26 клубов).
С 1992 года беспрерывно выступает в Высшей лиге чемпионата Таджикистана.

## Достижения
- Серебряный призёр чемпионата Таджикистана (10): 1998, 2002, 2003, 2015, 2017, 2018, 2019, 2020, 2021, 2024.
- Бронзовый призёр чемпионата Таджикистана (6): 1996, 1997, 2000, 2008, 2009, 2022.
- Обладатель Кубка Таджикистана (5): 1998, 2002, 2008, 2017, 2021.
- Финалист Кубка Таджикистана (4): 1997, 2001, 2010, 2024.
- Финалист Суперкубка Таджикистана (5): 2016, 2018, 2019, 2020, 2022.
- Финалист Кубка Федерации футбола Таджикистана (1): 2016